# 랄프 휘터
랄프 휘터(독일어: Ralf Hütter, 1946년 8월 20일 ~ )는 독일의 음악가 겸 작곡가로서 크라프트베르크의 리드 싱어, 키보디스트, 창단 멤버, 리더로 가장 잘 알려져 있다. 2008년 플로리안 슈나이더가 탈퇴한 이후, 그는 밴드의 유일한 남은 창단 멤버였다.

## 전기
휘터는 1946년 8월 20일 독일 크레펠트에서 태어났다. 2009년에 그는 뒤셀도르프 근처에 살았다.
그는 로베르트 슈만 국립음악대학교에서 즉흥연주를 공부하던 중 플로리안 슈나이더를 만났다. 그리고 그는 채식주의자다. 휘터는 인터뷰를 피하는 비밀스러운 음악가다. 크라프트베르크의 오랜 경력 동안 그는 인터뷰에 응하기 힘들기로 악명 높았고, 그는 아내와 딸이 있다.